# Diego Hidalgo (Tennisspieler)
Diego Hidalgo (* 18. April 1993 in Guayaquil) ist ein ecuadorianischer Tennisspieler.

## Karriere
Hidalgo war bereits als Junior auf der ITF Junior Tour aktiv und spielte 2011 drei der vier Grand-Slam-Turniere. In diesem Jahr erreichte er mit dem kombinierten 16. Rang seinen Karrierebestwert. 2013 begann er ein Studium an der University of Florida in Gainesville, an der er auch College Tennis spielte. 2016 wurde er zum SEC Player of the Year gewählt.
Sein Debüt bei den Profis gab er bereits 2007, als er auf der ITF Future Tour und ATP Challenger Tour im Doppel im Hauptfeld stand. 2011 konnte er seinen ersten Doppeltitel auf der Future Tour gewinnen. Auch auf der Challenger Tour stellten sich erste Erfolge ein. So stand er 2011 in Montevideo erstmals im Halbfinale. Im Folgejahr stand er in der Partie gegen Kolumbien erstmals im Aufgebot der ecuadorianischen Davis-Cup-Mannschaft. Hier verlor er sowohl seine Einzel- als auch seine Doppelpartie. Während seines Studiums spielte er nur noch unregelmäßig Turniere, sodass er zwischenzeitlich nicht mehr in der Weltrangliste geführt wurde. Nach Beendigung seines Studiums spielte er ab der Saison 2017 wieder regelmäßig Turniere und konnte durch Erfolge auf der Future Tour im Doppel in der Weltrangliste in die Top 300 vorstoßen.
2018 nahm Hidalgo an den Südamerikaspielen teil. Im Einzel schied er im Viertelfinale gegen den späteren Sieger Tomás Barrios Vera aus. Im Doppel gewann er mit seinem Partner Emilio Gómez durch einen Finalsieg gegen die peruanische Paarung Jorge Panta/Juan Pablo Varillas die Goldmedaille. Im Davis Cup stand er 2018 und 2019 erneut im Aufgebot, wo er seine Einzelpartie und zwei der drei Doppelpartien gewann. Während er im Einzel im Juni 2019 seinen ersten Future-Titel gewann, war er im Doppel erfolgreicher. Nach einer Halbfinalniederlage beim Challenger in Binghamton zog er in der Folgewoche mit Martin Redlicki in Lexington ins Finale ein. Dort besiegten sie die topgesetzte Paarung Roberto Maytín/Jackson Withrow glatt in zwei Sätzen. Einen Monat später erreichte er mit dem 258. Rang sein bisheriges Karrierehoch. Im Einzel ist der 358. Rang seine bislang beste Platzierung.

## Erfolge
| Legende (Anzahl der Siege)  |
| Grand Slam                  |
| ATP World Tour Finals       |
| ATP World Tour Masters 1000 |
| ATP World Tour 500          |
| ATP World Tour 250          |
| ATP Challenger Tour (15)    |

### Doppel

#### Turniersiege
| Nr. | Datum              | Turnier               | Belag     | Partner                   | Finalgegner                              | Ergebnis           |
| --- | ------------------ | --------------------- | --------- | ------------------------- | ---------------------------------------- | ------------------ |
| 1.  | 3. August 2019     | Lexington             | Hartplatz | Martin Redlicki           | Roberto Maytín Jackson Withrow           | 6:2, 6:2           |
| 2.  | 25. September 2021 | Ambato                | Sand      | Cristian Rodríguez        | Alejandro Gómez Thiago Agustín Tirante   | 6:3, 4:6, [10:3]   |
| 3.  | 9. Oktober 2021    | Santiago de Chile (1) | Sand      | Nicolás Jarry             | Evan King Max Schnur                     | 6:3, 5:7, [10:6]   |
| 4.  | 22. Januar 2022    | Concepción            | Sand      | Cristian Rodríguez        | Francisco Cerúndolo Camilo Ugo Carabelli | 6:2, 6:0           |
| 5.  | 29. Januar 2022    | Santa Cruz            | Sand      | Cristian Rodríguez        | Andrej Martin Sam Weissborn              | 4:6, 6:3, [10:8]   |
| 6.  | 12. März 2022      | Santiago de Chile (2) | Sand      | Cristian Rodríguez        | Pedro Cachín Facundo Mena                | 6:4, 6:4           |
| 7.  | 7. Mai 2022        | Salvador              | Sand      | Cristian Rodríguez        | Orlando Luz Felipe Meligeni Alves        | 7:5, 6:1           |
| 8.  | 23. Juli 2022      | Triest                | Sand      | Cristian Rodríguez        | Marco Bortolotti Sergio Martos Gornés    | 4:6, 6:3, [10:5]   |
| 9.  | 18. März 2023      | Viña del Mar          | Sand      | Cristian Rodríguez        | Luciano Darderi Andrea Vavassori         | 6:4, 7:65          |
| 10. | 19. August 2023    | Stanford              | Hartplatz | Cristian Rodríguez        | Julian Cash Henry Patten                 | 6:71, 6:4, [10:8]  |
| 11. | 14. Oktober 2023   | Buenos Aires          | Sand      | Cristian Rodríguez        | Fernando Romboli Marcelo Zormann         | 6:3, 6:2           |
| 12. | 17. August 2024    | Santo Domingo         | Sand      | Miguel Ángel Reyes Varela | N. Sriram Balaji Fernando Romboli        | 6:72, 6:4, [18:16] |
| 13. | 16. März 2025      | Cap Cana              | Hartplatz | Gonzalo Escobar           | Petr Nouza Patrik Rikl                   | 7:65, 6:4          |
| 14. | 29. März 2025      | Morelia               | Hartplatz | Gonzalo Escobar           | Marc-Andrea Hüsler Stefano Napolitano    | 6:4, 4:6, [10:3]   |
| 15. | 14. Juni 2025      | Ilkley                | Rasen     | Patrik Trhac              | Charles Broom Ben Jones                  | 6:3, 6:78, [10:7]  |

#### Finalteilnahmen
| Nr. | Datum         | Turnier  | Belag | Partner          | Finalgegner                 | Ergebnis |
| --- | ------------- | -------- | ----- | ---------------- | --------------------------- | -------- |
| 1.  | 29. Juni 2024 | Mallorca | Rasen | Alejandro Tabilo | Julian Cash Robert Galloway | 4:6, 4:6 |

## Abschneiden bei Grand-Slam-Turnieren

### Doppel
| Turnier         | 2022 | 2023 | 2024 | 2025 | Karriere |
| --------------- | ---- | ---- | ---- | ---- | -------- |
| Australian Open | —    | 1    | —    | 2    | 2        |
| French Open     | —    | 1    | 1    | 1    | 1        |
| Wimbledon       | 2    | —    | 1    | —    | 2        |
| US Open         | 2    | —    | 1    |      | 2        |

Zeichenerklärung: S = Turniersieg; F, HF, VF, AF = Einzug ins Finale / Halbfinale / Viertelfinale / Achtelfinale; 1, 2, 3 = Ausscheiden in der 1. / 2. / 3. Hauptrunde; Q1, Q2, Q3 = Ausscheiden in der 1. / 2. / 3. Qualifikationsrunde; nicht ausgetragen